# فهرست کاروانسراها و خان‌های سلجوقی در ترکیه

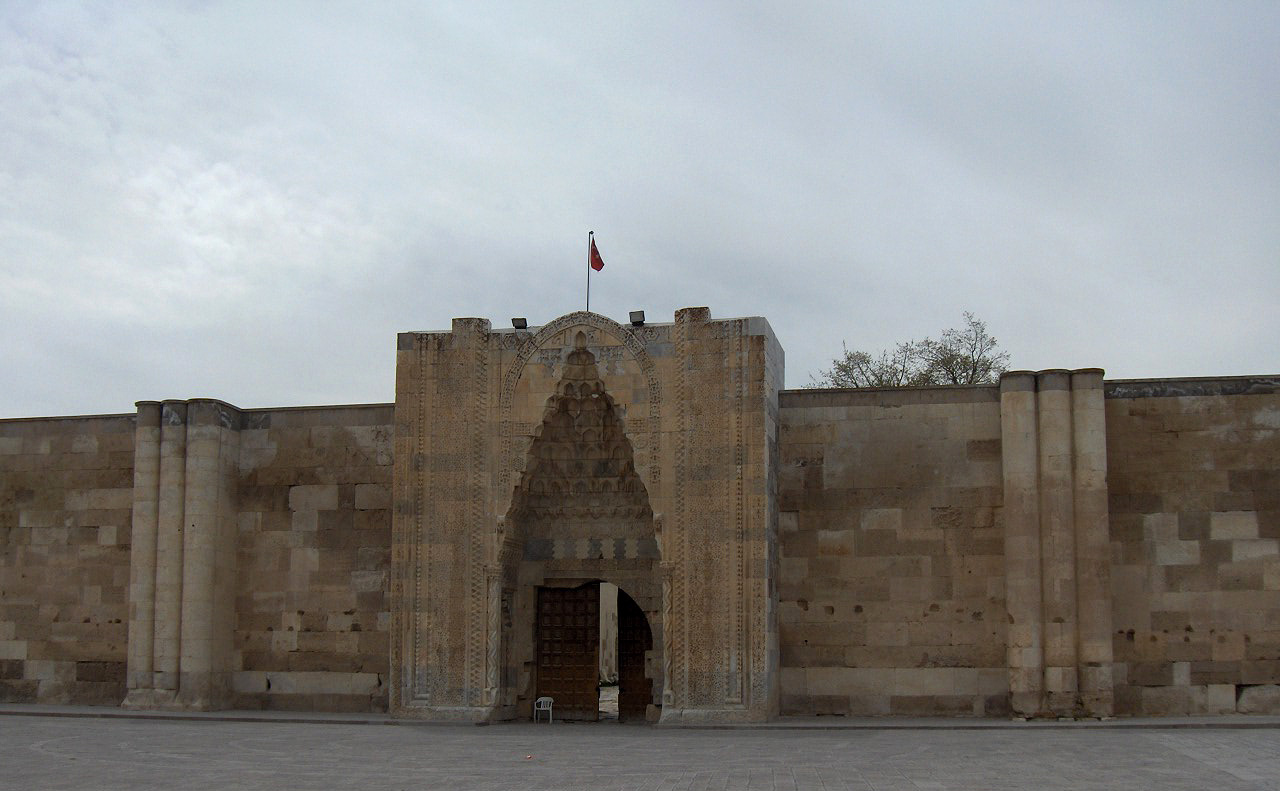
دروازه‌های سلطانخان بین آکسارای و قونیه

فهرست کاروانسراها و خان‌های سلجوقی در ترکیه (انگلیسی: List of Seljuk hans and kervansarays in Turkey) شامل بسیاری از کاروانسراها و خان‌ها هستند که در دوران سلجوقیان روم در ترکیه ساخته شدند. این فهرست به ترتیب زمانی (قرن سیزدهم) مرتب شده است. تفاوت مشخصی میان خان (میخانه) و کاروانسرا وجود نداشت، اما به‌طور معمول، خان‌ها در داخل شهرها و کاروانسراها در مناطق روستایی ساخته می‌شدند. از آنجا که کاروانسراها دور از شهرها بودند، علاوه بر اقامت، خدماتی مانند آهنگری نیز به کاروان‌ها ارائه می‌کردند.
نام خان یا کاروانسرا در ستون اول نمایش داده شده است. در زبان محاوره‌ای، گاهی اوقات نام خان یا کاروانسرا با پسوند خان ادغام می‌شود (مثلاً Boz → Bozhan). در ستون دوم، بانی ساخت مشخص شده است که معمولاً سلطان‌ها (مانند علاءالدین کیقباد اول)، مادران سلاطین (مانند ملیکه محرری)، اتابک‌ها (مانند ارتقوش)، فرمانداران (مانند کاراسونگور) و در برخی موارد، افراد بدون منصب رسمی بودند. ستون سوم تاریخ تقریبی ساخت را نشان می‌دهد و در ستون آخر، موقعیت مکانی خان یا کاروانسرا با توجه به مسیرهای تجاری و نقاط انتهایی راه مشخص شده است. (در صورت امکان، نام مکان نیز ذکر شده است).

## فهرست
| نام                          | بانی                     | تاریخ تقریبی ساخت | موقعیت (بین)                                                             |
| ---------------------------- | ------------------------ | ----------------- | ------------------------------------------------------------------------ |
| اوکلا                        | قلج ارسلان دوم           | ۱۱۵۶–۱۱۹۲         | آق‌سرای-قونیه                                                             |
| آلتون آپا                    | آلتون آپا                | ۱۲۰۱              | بی‌شهر-قونیه                                                              |
| آرغیت                        | آلتون آپا                | ۱۲۰۱              | آق‌شهر-قونیه                                                              |
| قزل‌اورن                      | امیر کوتلو               | ۱۲۰۶              | بی‌شهر-قونیه                                                              |
| کورو چشمه                    | کیخسرو یکم (?)           | ۱۲۰۷              | بی‌شهر-قونیه                                                              |
| دوکوزون دربند                | ابی‌بکر                   | ۱۲۱۰              | قونیه-آق‌شهر                                                              |
| ادویر (اودیر)                | کیکاووس یکم              | ۱۲۱۰–۱۲۱۹         | آنتالیا-اسپارتا ۳۶°۵۹′۱۸″شمالی ۳۰°۳۴′۴۸″شرقی / ۳۶٫۹۸۸۳°شمالی ۳۰٫۵۸°شرقی  |
| آلای                         | علاءالدین کیقباد اول     | ۱۲۱۹–۱۲۳۶         | آق‌سرای-قیصریه (ترکیه)                                                    |
| اصحاب کهف                    | نصرت‌الدین حسن            | ۱۲۱۵–۱۲۳۴         | بسنی-قیصریه                                                              |
| سیف‌الدین فرّوخ                | سیف‌الدین فرّوخ            | ۱۲۱۵              | قونیه-سیدی‌شهر                                                            |
| تاش‌خان                       | کیکاووس یکم              | ۱۲۱۸              | حکیم‌خان-ملطیه                                                            |
| حکیم                         | الحکیم الملتی            | ۱۲۱۹–۱۲۳۶         | ملطیه-سیواس                                                              |
| پینارباشی                    | اتابک ارتقوش             | ۱۲۲۰              | دنیزلی-اغیردیر                                                           |
| ارتقوش                       | اتابک ارتقوش             | ۱۲۲۳              | اغیردیر-قونیه (گلندوست)                                                  |
| کادین                        | رازیه                    | ۱۲۲۳              | قونیه-آق‌شهر (کادین هانی)                                                 |
| ابوالقاسم احمد               | ابوالقاسم                | ۱۲۲۴              | نیکسار                                                                   |
| محلص‌الدین                    | محلص‌الدین                | ۱۲۲۸              | زیله                                                                     |
| کاروانسرای سلطان‌خان          | علاءالدین کیقباد اول     | ۱۲۲۹              | آق‌سرای-قونیه                                                             |
| چارداک                       | اسدالدین آیاس            | ۱۲۳۰              | دنیزلی-اغیردیر (چارداک)                                                  |
| الارا                        | علاءالدین کیقباد اول     | ۱۲۳۱–۱۲۳۲         | آلانیا-آنتالیا ۳۶°۴۱′۳۲″شمالی ۳۱°۴۳′۲۶″شرقی / ۳۶٫۶۹۲۳°شمالی ۳۱٫۷۲۳۸°شرقی |
| کاروانسرای سلطان‌خان (قیصریه) | علاءالدین کیقباد اول     | ۱۲۳۲–۱۲۳۶         | قیصریه-سیواس                                                             |
| کاراسونگور                   | کاراسونگور               | ۱۲۳۵–۱۲۳۶         | دنیزلی                                                                   |
| سعدالدین (زازادین)           | سعدالدین کوپک            | ۱۲۳۵–۱۲۳۶         | آق‌سرای-قونیه                                                             |
| قرق‌گؤز                       | کیخسرو دوم               | ۱۲۳۶–۱۲۴۶         | آنتالیا-اسپارتا                                                          |
| شاراپ‌سا                      | غیاث‌الدین کیخسرو دوم (?) | ۱۲۳۵–۱۲۴۵         | کوناکلی ۳۶°۳۵′۱۸″شمالی ۳۱°۵۲′۱۴″شرقی / ۳۶٫۵۸۸۳°شمالی ۳۱٫۸۷۰۶°شرقی        |
| اغیردیر                      | غیاث‌الدین کیخسرو         | ۱۲۳۷–۱۲۳۸         | اغیردیر                                                                  |
| ازینه پازار                  | ملیکه محرری              | ۱۲۳۸–۱۲۴۶         | آماسیه-توقات                                                             |
| اینجیر                       | غیاث‌الدین کیخسرو دوم     | ۱۲۳۸–۱۲۳۹         | آنتالیا-اسپارتا                                                          |
| پازار                        | ملیکه محرری              | ۱۲۳۸–۱۲۳۹         | آماسیه-توقات                                                             |
| چین‌چینلی سلطان               | ملیکه محرری              | ۱۲۳۹–۱۲۴۰         | قرشهر-زیله                                                               |
| آگزیکارا خان                 | حاجی مسعود               | ۱۲۳۱–۱۲۴۰         | آق‌سرای-قیصریه                                                            |
| قره‌تای                       | جلال‌الدین قره‌تای         | ۱۲۴۰–۱۲۴۱         | قیصریه-ملطیه                                                             |
| سوسوز                        | صادق‌آغا                  | ۱۲۴۴–۱۲۴۶         | آنتالیا-اسپارتا                                                          |
| روز آپا                      | جامه‌دار روزآپا           | ۱۲۴۶–۱۲۴۹         | آق‌شهر-قونیه                                                              |
| ینی (آخان)                   | کاراسونگور               | ۱۲۴۹–۱۲۵۰         | دنیزلی                                                                   |
| ایشاقلی                      | ساحب عطا                 | ۱۲۴۹              | افیون قره‌حصار-آق‌شهر (سلطان‌داغ)                                           |
| قره‌تای                       | جلال‌الدین قره‌تای (?)     | ۱۲۵۳              | قونیه                                                                    |
| بوز                          | کاراسونگور               | ۱۲۵۳–۱۲۵۴         | دنیزلی-اغیردیر                                                           |
| دوراغان                      | معین‌الدین پروانه         | ۱۲۶۶              | بوی‌آباد، ترکیه-وزیرکوپرو                                                 |
| ایلگین                       | ساحب عطا                 | ۱۲۶۷–۱۲۶۸         | آق‌شهر-قونیه (ایلگین)                                                     |
| کسیک‌کوپرو                    | ججابی                    | ۱۲۶۸              | آق‌سرای-قرشهر                                                             |
| چای‌خان                       | ابوالمجاهد یوسف          | ۱۲۷۸–۱۲۷۹         | افیون-آق‌شهر (چای (شهر))                                                  |
| دیبلی                        |                          | ۱۲۹۲              | دیوریغی-خارپوت                                                           |